# 马前课
《马前课》又名《马前神课》，假托三国时期著名政治家诸葛亮的著作，从字面上讲，就是在出兵之前，在马前面占卜一课，即起卦的意思。讲述了自三国时期至“大同”社会的各个历史时期的卦象，共十四课。每一课预言一个历史时代，而且每一课都按顺序排列。
从声韵学分析，韵文是近代吳語，非中古漢語。且该书最早出现于明朝著作《喻世明言》卷十一：「原来苗太监曾遇异人，传授诸葛马前课，占问最灵。」所以《马前课》推定是后人托名诸葛亮的著作。